# Hönsa
Hönsa är en småort i Ransbergs socken i Tibro kommun i Västra Götalands län.